# У Мінцянь
У Мінцянь (кит.: 吴敏茜; нар. 8 січня 1961) – китайська шахістка, гросмейстер серед жінок від 1985 року.

## Шахова кар'єра
У 1980-х роках належала до числа провідних китайських шахісток, чотири рази (між 1980 і 1986 роками) представляючи свою країну на шахових олімпіадах. Найбільшого успіху досягнула в 1985 році, посівши 2-ге місце (позаду Марти Літинської) на міжзональному турнірі в Желєзноводську. Завдяки тому результатові стала другою китайською шахісткою (після Лю Шилань), яка отримала титул гросмейстера серед жінок, а також 1986 року взяла участь у турнірі претенденток у Мальме. На тому турнірі посіла останнє 8-ме місце. Вдруге в міжзональному турнірі взяла участь у 1987 році, посівши в Смедеревській Паланці віддалене 12-те місце.
Найвищий рейтинг Ело в кар'єрі мала станом на 1 січня 1987 року, досягнувши 2215 очок ділила тоді 103-110-те місце в світовому рейтинг-листі ФІДЕ, одночасно займаючи 3-тє місце серед китайських шахісток. Починаючи p 1991 року не бере участі в турнірах під егідою ФІДЕ.